# Butlerelfia
Butlerelfia is een monotypisch geslacht van schimmels behorend tot de familie Atheliaceae. Het bevat alleen  de soort Butlerelfia eustacei.